# Caltanissetta (provincie)
Caltanissetta is een van de tien provincies van de autonome Italiaanse regio Sicilië. Hoofdstad is de stad Caltanissetta. De officiële afkorting van de provincie is CL.
De provincie telt 272.000 inwoners op een oppervlakte van 2125 km². Het grondgebied heeft een grillige vorm en kan worden opgedeeld in twee delen: een bergachtig gebied rond de hoofdstad, en een lager gelegen gedeeltelijk vlak, gedeeltelijk heuvelachtig gebied rond de Golf van Gela. De provincie telt twee exclaves die respectievelijk binnen de provincies Palermo en Enna liggen.
Hoewel de hoofdstad diep in het binnenland ligt, heeft de provincie een kuststrook, rond de stad Gela, de tweede stad van de provincie. Gela ligt aan de Golf van Gela, onderdeel van het Kanaal van Malta, die weer onderdeel is van de Middellandse Zee.
De provincie grenst aan de provincies Enna, Palermo, Agrigento, Catania en Ragusa.
Agrigento · Caltanissetta · Catania · Enna · Messina · Palermo · Ragusa · Syracuse · Trapani